# Schachverband Schleswig-Holstein
Der Schachverband Schleswig-Holstein (SVSH) ist der Landesverband der Schachvereine in Schleswig-Holstein. Der Verein mit Sitz in Kiel wurde 1946 gegründet.

## Schachbund
Der Schachverband, der seit 2018 von einem Präsidium unter der Leitung von Rüdiger Schäfer geführt wird, richtet die Einzel- und Mannschaftsmeisterschaften auf Landesebene aus.
Unter dem Schachverband existieren vier Bezirke:
- Bezirk West (Kreise Pinneberg 1, Steinburg, Rendsburg-Eckernförde (teilweise) 2 und Dithmarschen)
- Bezirk Nord (Kreise Nordfriesland, Schleswig-Flensburg und Rendsburg-Eckernförde (teilweise) 2, kreisfreie Stadt Flensburg)
- Bezirk Kiel (Kreise Plön und Rendsburg-Eckernförde (teilweise) 2, kreisfreie Städte Kiel und Neumünster)
- Bezirk Ost (Zusammenschluss aus den ehemaligen Bezirken Lübeck und Süd) (Kreise Ostholstein, Segeberg, Stormarn 1 und Herzogtum Lauenburg, kreisfreie Stadt Lübeck)

## Schachjugend
Neben dem Schachverband organisiert die Schachjugend Schleswig-Holstein (SJSH) Jugendschach in Schleswig-Holstein. Hier organisiert der Spielleiter Mannschaft die Landesliga und die Verbandsligen. Der Spielleiter Einzel organisiert primär die Landesjugendeinzelmeisterschaft (LJEM) in Neumünster.